# Šergotit
Šergotit je vrsta Marsovih meteoritov ali SNC meteoritov. Spadajo v skupino ahondritov (kamniti) meteoritov

Doslej so našli samo 25 šergotitov. Ime imajo po meteoritu Shergoty, ki so ga našli leta 1865 v kraju Shergati v Indiji. 

Najbolj znan šergotit je ALH84001 v katerem so s pomočjo elektronskega mikroskopa našli strukture, za katere so nekateri trdili, da predstavljajo fosilizirano obliko bakterij. Po letu 2005 večina znanstvenikov trdi, da mikrofosili, ki so jih našli na meteoritu, niso znamenje življenja na Marsu, ampak so nastali z «onesnaženjem» na Zemlji. Ni popolnoma jasno, kako je enesnaženje nastalo. Meteorit ALH84001 je mnogo starejši kot drugi meteoriti iz skupine Marsovih meteoritiv (SNC skupina). Verjetno je nastal v zgodnjem obdobju nastanka Marsa, to je pred 4,5 milijarde let. Spominja na značilen meteorit in manj na druge meteorite te skupine, ki so nastali pred manj kot 1,3 milijarde let.
Vsi šergotiti so magmatske kamnine. Po sestavi so lahko
- lerzolitski (lerzolit je magmatska kamnina) šergotiti od katerih so enega našli na Antarktiki, dva pa v Kaliforniji. Starost kristalov v najdenih meteoritih je od 154 do 187 milijona let, od tega so od 2,5 do 3,6 milijona let preživeli v vesolju (določeno s pomočjo posledic, ki so jih pustili kozmični žarki).
- bazaltni šergotiti, ki lahko vsebujejo tudi hidratirane karbonate in sulfate (izpostavljeni so bili vodi, preden so bili izvrženi v vesolje)

## Seznam
- EETA9001